# 친페이
친페이(秦沛(진패), 1945년 5월 17일~)는 홍콩의 배우, 영화제작자이며, 옛 국민정부 시대 중화민국 본토 시대 장쑤 성 상하이 출생이다. 본명은 장창녠(姜昌年, 강창년), 이전의 초기 예명은 옌창(嚴昌, 엄창), 영문명은 폴 천(Paul Chun)이다.
옛 국민정부 시대 본토 중화민국 대륙 장쑤 성 상하이에서 출생하여 지난날 한때 중화민국 장쑤 성 창저우에서 잠시 유아기를 보낸 적이 있는 그는, 어린 시절 일가족과 함께 영국령 홍콩에 이주하여 4세 때였던 1949년 홍콩 영화 《춘뢰》(春雷)에 출연하면서 영화배우 데뷔하였고 1980년부터 텔레비전 드라마에도 출연하기 시작하였다. 홍콩 영화에 여러 편 출연하였고 때때로 영화의 제작도 맡았으며 한때 중화민국 타이완의 텔레비전 드라마에도 한두 편을 출연한 바 있다.

## 출연 작품
- 의개운천(1986)
- 도성(1990)
- 의천도룡기(1993) - cameo 역
- 도학위룡 3(1993)
- 적각비협(1993) - 소영 아버지 역
- 방가황칠휘(1993)
- 열화전차(1995) - 폴 역
- 색정남녀(1996)
- 백혈청천양가장(1996)
- 고혹자 5 - 용쟁호투(1998)
- 홍콩 식스티 세컨즈(1999)
- 차이나 스트라이크 포스(2000)
- 오해차왜(2000)
- 유맹사표(2000)
- 진삼국무쌍(2021) - 왕윤 역

## 가족 관계
- 아내: 량청쯔(梁盛子, 양성자, 일본 도쿄 태생의 여성으로 중국인 아버지와 일본인 어머니 사이에서 출생하였으며 중화인민공화국 홍콩 특별행정구 귀화. 1973년 결혼.)
- 아버지: 옌화(嚴化, 엄화, 1911년 중국 상하이 출생 ~ 1954년 사망. 본명 장커치(姜克琪, 강극기), 홍콩 영화배우. 원적지는 중화인민공화국 장쑤성 창저우.）
- 어머니: 훙메이(紅薇, 홍미, 본명 뤄전(羅珍 나진), 1918년 중국 베이징 출생 ~ 2011년 10월 12일 사망. 홍콩 영화배우 겸 성우. 원적지는 중화인민공화국 내몽골 자치구 시린궈러 맹 샹황 기.)
- 친동생: 장다웨이(姜大衛, 강대위, 홍콩 영화배우 겸 영화감독.)
- 의붓동생: 얼퉁성(爾冬陞, 이동승, 아버지는 다르나 같은 어머니 소생의 의붓동생으로 홍콩 영화배우 겸 영화감독.)

## 같이 보기
- 쇼브라더스